# Basilika Notre-Dame-d’Espérance (Charleville-Mézières)

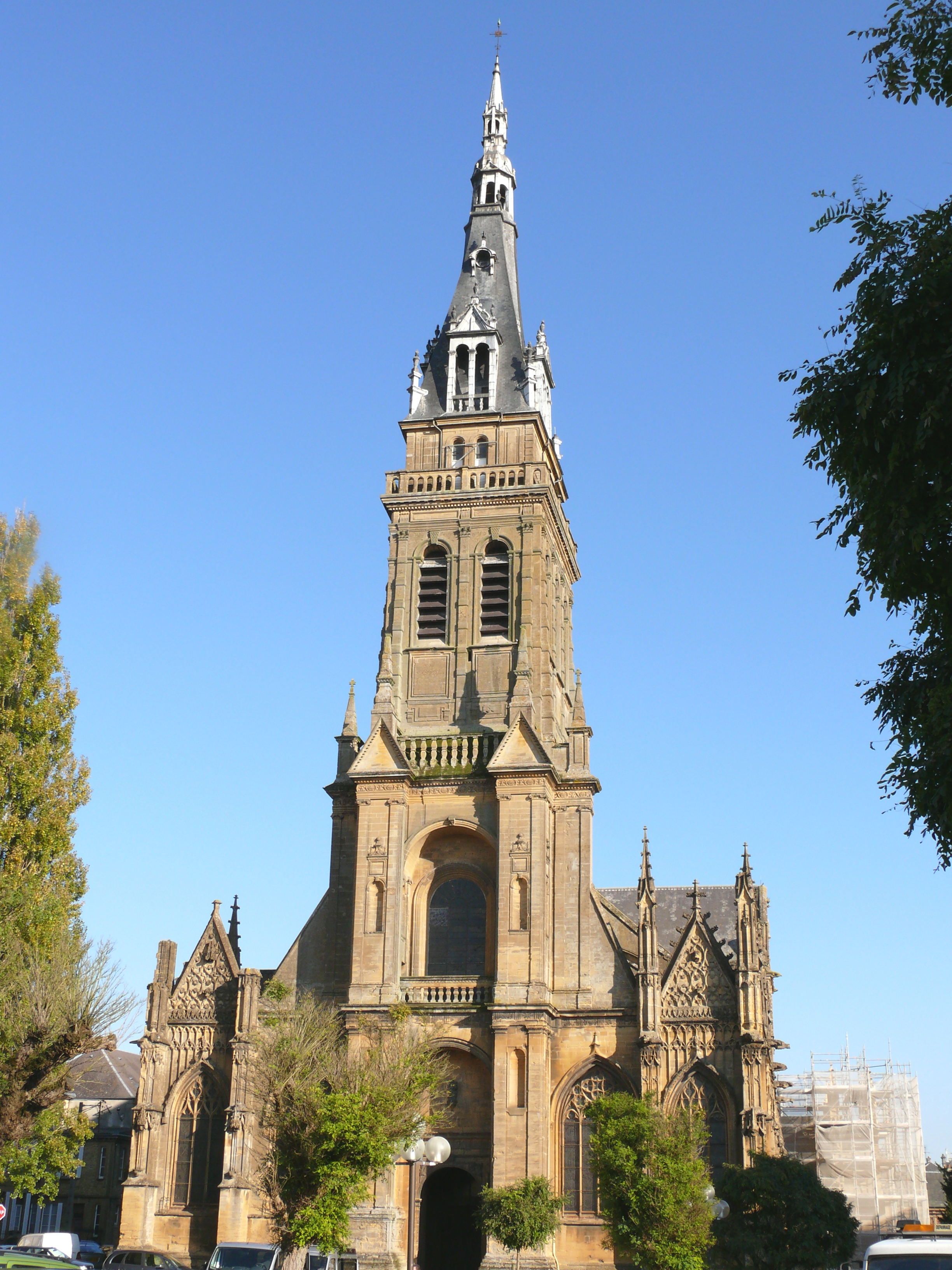
Basilika Notre-Dame-d’Espérance

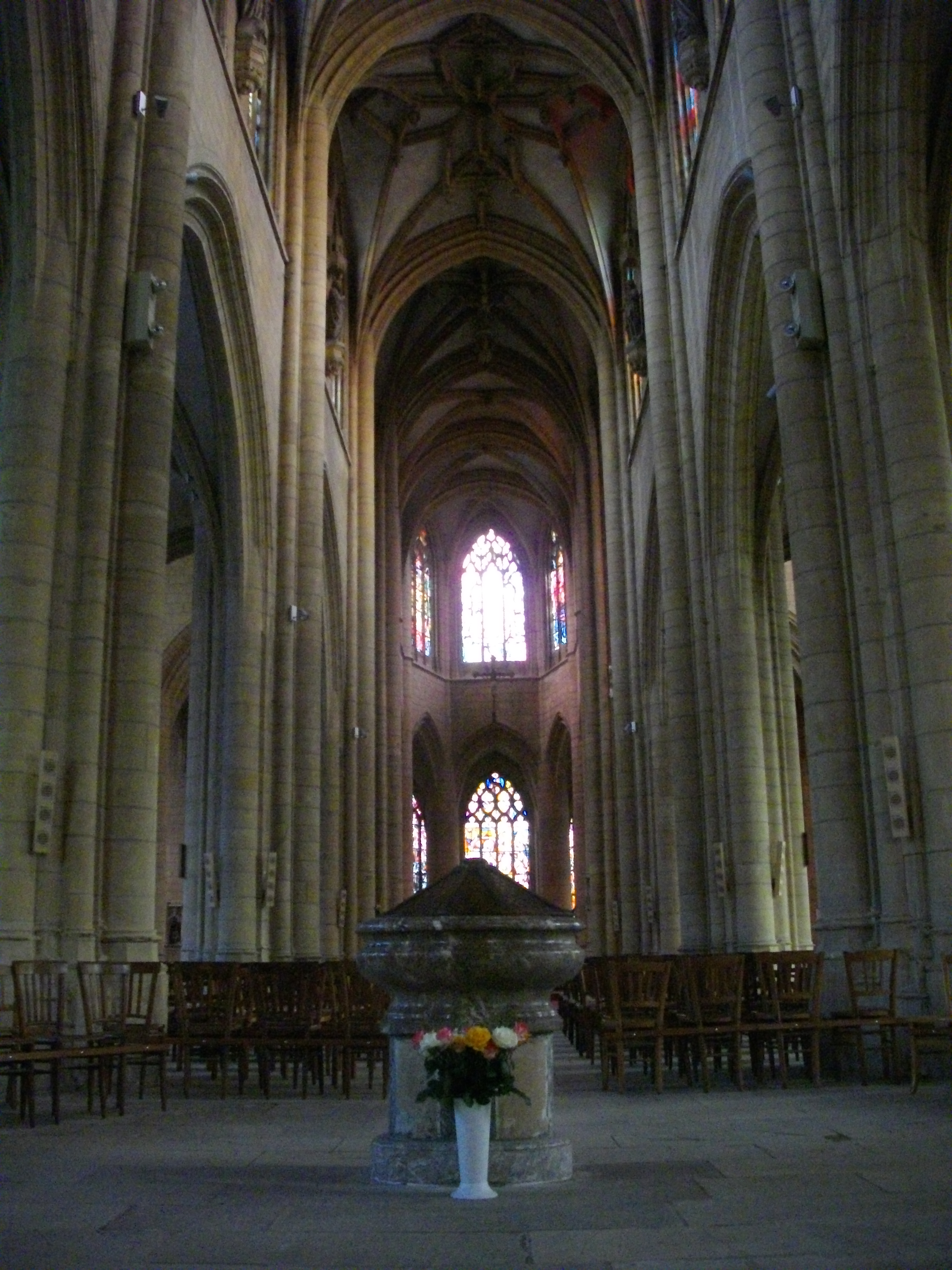
Innenraum

Der Basilika Notre-Dame-d’Espérance (deutsch Basilika Unserer Lieben Frau der Hoffnung) ist eine Kirche in Charleville-Mézières, Hauptort des Départements Ardennes, Frankreich. Die frühere Wallfahrtskirche des Erzbistums Reims trägt den Titel einer Basilica minor. Die Liebfrauenkirche in Mézières wurde im 16. und bis in das 17. Jahrhundert im gotischen Stil erbaut und ist als Monument historique geschützt. Bedeutend sind die 1979 fertiggestellten, modernen Buntglasfenster des Malers René Dürrbach.

## Geschichte
Auf den Fundamenten der romanischen Vorgängerkirche von 1267 wurden nach der Grundsteinlegung am 25. April 1499 mit dem Bau der flamboyant-gotischen Kirche begonnen. Ausgehend vom Chor konnte 1565 das letzte Joch des Kirchenschiffs eingewölbt werden. Der Turm wurde 1597 bis 1615 errichtet, 1615 konnten dann die Gewölbe der ersten Joche fertiggestellt werden. Der Name „Unsere Liebe Frau der Hoffnung“ wurde der Kirche zu Beginn des 19. Jahrhunderts gegeben, als sie die Statue der Schwarzen Madonna erhielt, die zuvor in einer nahegelegenen Kapelle verehrt wurde, die Wallfahrten endeten 1962. Das Südportal und die Spitze des Kirchturms wurden im 19. Jahrhundert im Stil der Neugotik ergänzt, Die Turmspitze wurde 1858 von Auguste Reimbeau fertiggestellt. Die Kirche wurde wiederholt zerstört, in den Hugenottenkriegen, während der französischen Revolution, dann 1815, 1870, 1918 und zuletzt 1944 bei US-amerikanischen Bombardierungen. Papst Pius XII. verlieh der Kirche 1946 den Rang einer Basilica minor. Der schlichte, nüchterne Innenraum wurde bis 1950 restauriert.

## Architektur
Die fünfschiffige Basilika ist geprägt durch das schmale Hauptschiff und betont damit die Höhe der 18 m hohen Sterngewölbe. Die Emporentreppe und das äußere Westportal wurden im Renaissancestil ergänzt.

## Buntglasfenster
Nach der fast vollständigen Zerstörung der ursprünglichen Buntglasfenster schuf der Maler und Bildhauer René Dürrbach (1910–1999) im Zeitraum 1955 bis 1979 die heutigen Fenster, die in der Werkstatt des Meisters André Seurre in Besançon von diesem und später von Jacqueline Nicol umgesetzt wurden. Die 62 Glasfenster und 6 Oculi der abstrakten Kunst stellen auf mehr als 1000 Quadratmetern durch ihre Symbolik einen Meditationsweg dar, der sich auf die Madonna der Hoffnung und die Schwarze Madonna bezieht. Im Chor gestaltete Dürrbach Mariä Krönung.

## Orgel
Die Orgel wurde 1996 von der Firma Kœnig in Sarre-Union gebaut. Das rein mechanisch funktionierende Instrument mit 44 Registern auf drei Manualen und Pedal wurde im klassischen Stil der nordeuropäischen Orgeln ausgelegt.